# Super Bowl XLVIII
Il Super Bowl XLVIII è stata la 48ª edizione del Super Bowl, la finale del campionato della National Football League. Si è disputato il 2 febbraio 2014, al MetLife Stadium di East Rutherford, in New Jersey, tra i Denver Broncos, vincitori dell'American Football Conference, e i Seattle Seahawks, campioni della National Football Conference. I Seahawks hanno vinto il primo Super Bowl della loro storia con un punteggio di 43-8. Il linebacker di Seattle Malcolm Smith è stato premiato come MVP della gara dopo avere messo a segno 9 tackle, un intercetto su Peyton Manning ritornato per 69 yard in touchdown e recuperato un fumble.
Era la prima volta dal 2009 che le due squadre col miglior record delle rispettive conference si incontravano nella finalissima e la prima volta dal Super Bowl XXXVII che si scontravano la squadra col miglior attacco (Denver) e quella con la miglior difesa (Seattle). È stata inoltre la prima volta che due ex rivali di division si affrontano al Super Bowl (i Seahawks, dopo aver giocato nella loro stagione inaugurale nel 1976 nella NFC West, giocarono nella AFC West dal 1977 al 2001, solo per fare ritorno nella NFC West nel 2002, mentre i Broncos hanno sempre giocato nella AFC West, oltre alla sua antenata, la AFL Western Division, da quando la squadra fu fondata nel 1960).
Il Super Bowl XLVIII divenne il programma più visto della storia degli Stati Uniti, con una media di 111,5 milioni di spettatori sintonizzati, battendo il precedente primato del Super Bowl XLVI.

## Processo di selezione dello stadio

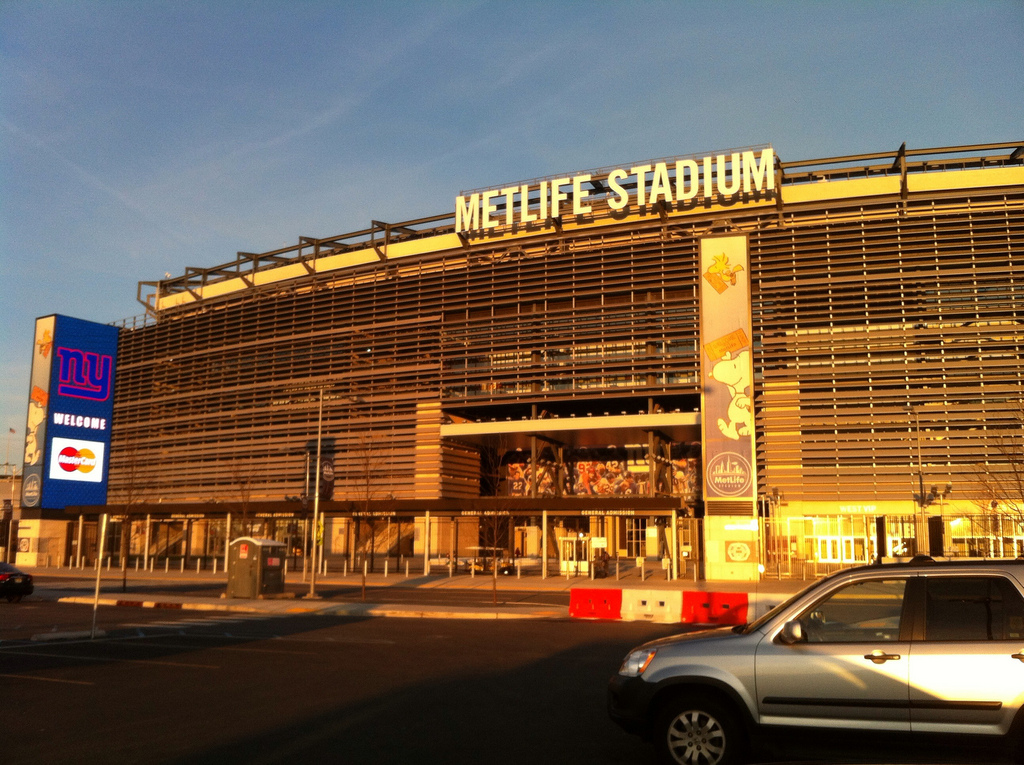
Il MetLife Stadium sede del Super Bowl XLVIII

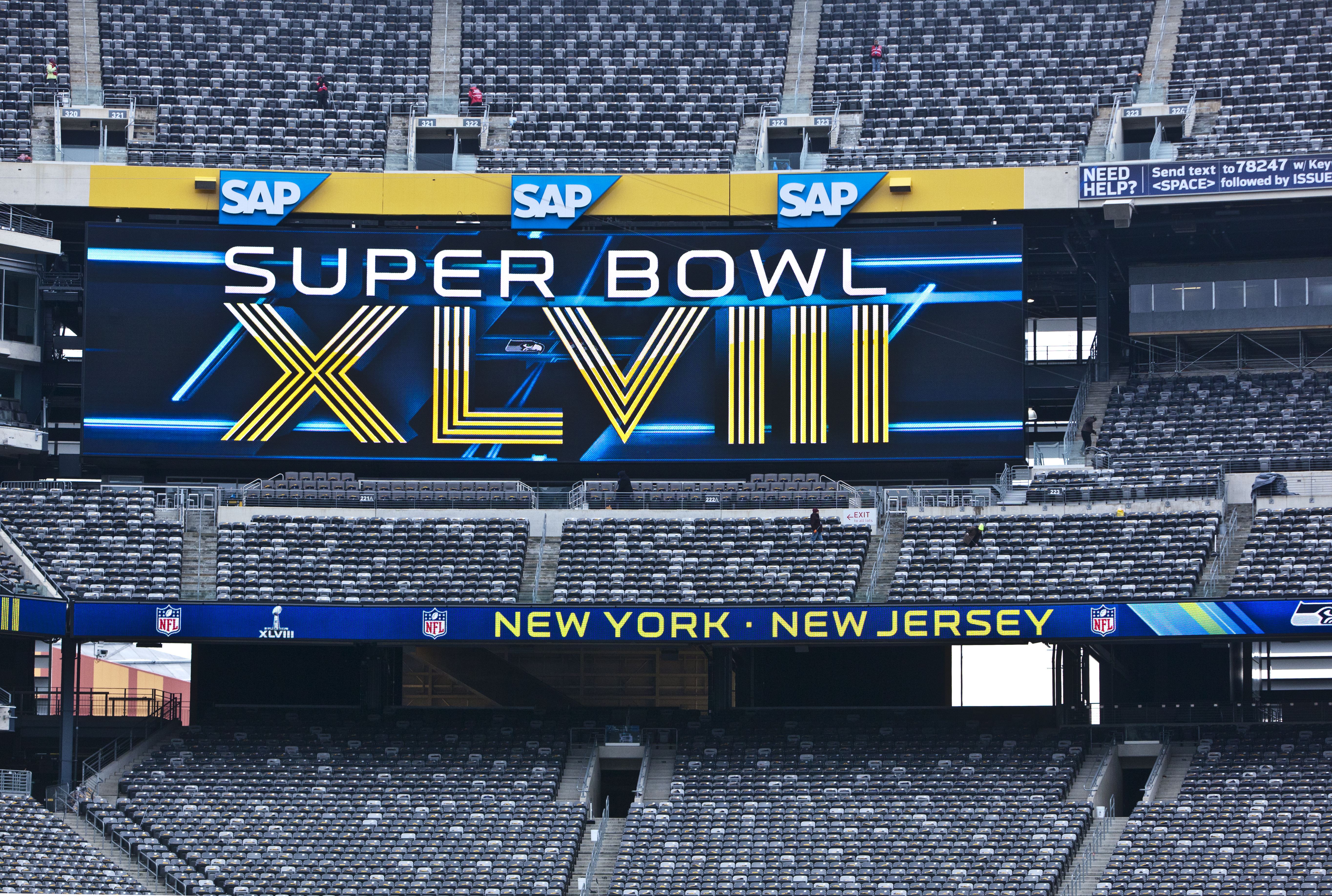
I preparativi per l'evento

Tre stadi furono in lizza per ospitare la gara:
- MetLife Stadium – East Rutherford, New Jersey
- Raymond James Stadium – Tampa, Florida[5]
- Sun Life Stadium – Miami Gardens, Florida[6].

Tampa aveva ospitato quattro Super Bowl (XVIII, XXV, XXXV, XLIII). Il sud della Florida/Miami ne aveva ospitati dieci (II, III, V, X, XIII, XXIII, XXIX, XXXIII, XLI e XLIV). Miami fu eliminata nel secondo turno di votazioni. New Jersey batté Tampa nel quarto giro di votazioni, dopo aver ottenuto una maggioranza semplice.
Il Super Bowl XLVIII fu il primo ad essere tenuto intenzionalmente in uno stadio non coperto in una città dal "clima freddo"; i precedenti Super Bowl tenuti in città dal clima freddo erano stati tutti disputati in stadi al coperto.

## Squadre

### Seattle Seahawks
Seattle terminò la stagione regolare con un record di 13–3, vincendo la NFC West e terminando col miglior record della conference, garantendosi il vantaggio del fattore campo per tutti i playoff. I Seahawks ebbero la miglior difesa della NFL, guidando la lega in diverse categorie statistiche, tra cui minor numero di punti subiti (14,4 a partita) e minor numero di yard concesse agli avversari (273,6).

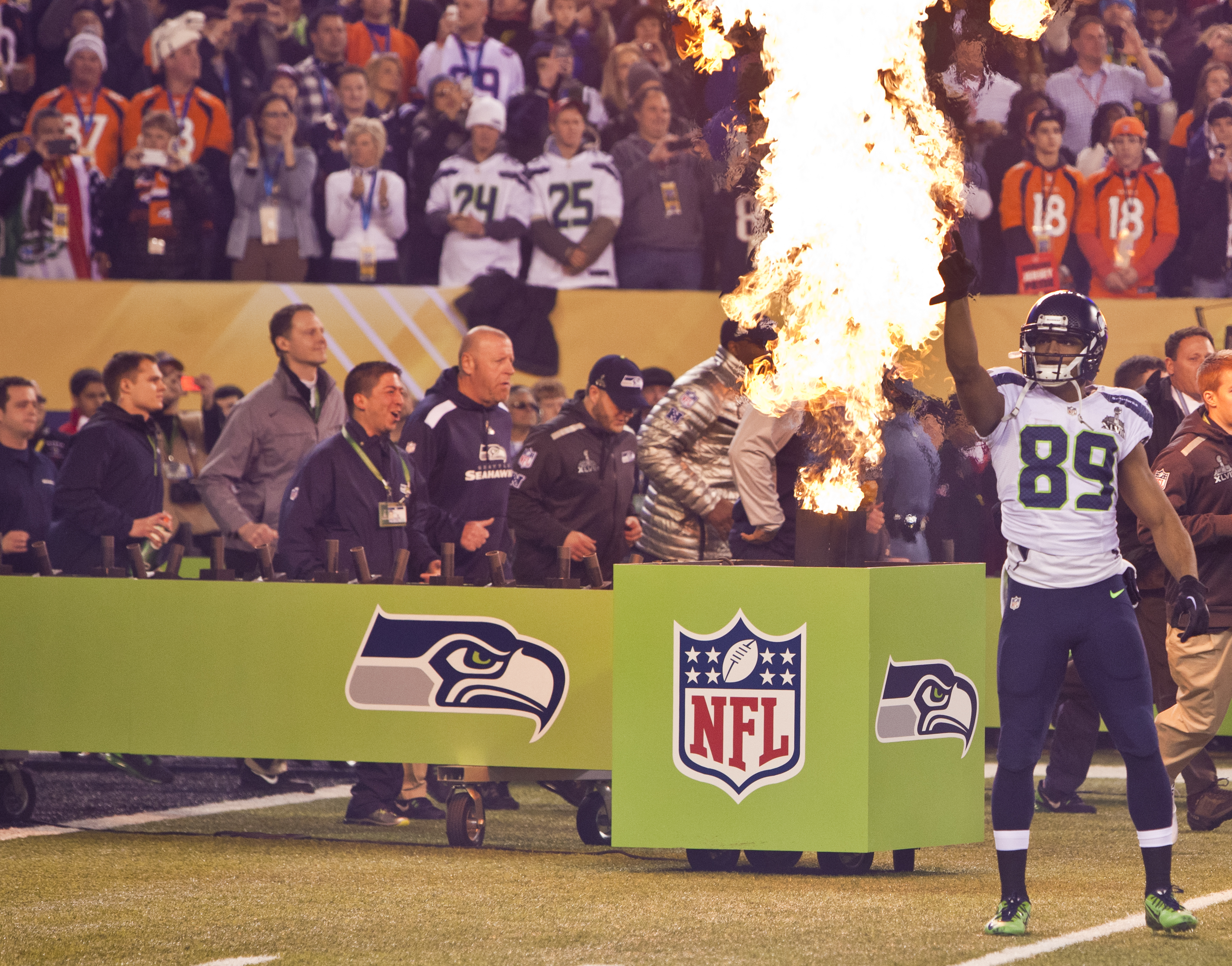
Doug Baldwin nel pre-partita.

L'attacco era guidato dal quarterback al secondo anno Russell Wilson, una scelta del terzo giro del draft immediatamente catapultata nel ruolo di titolare che aveva guidato la squadra ai playoff nella sua stagione da rookie. Terminò la stagione regolare completando il 63,1% dei suoi passaggi per 3.357 yard e 26 touchdown, a fronte di soli nove intercetti, oltre a correre 539 yard e segnare un altro TD su corsa. Il suo passer rating di 101,2 fu il settimo della NFL, rendendolo il primo quarterback della storia a far registrare un rating a tre cifre in entrambe le prime due stagioni. Il suo bersaglio preferito fu il wide receiver Golden Tate, che ricevette 64 passaggi per 898 yard e 5 touchdown. Tate diede un grande contributo anche negli special team, ritornando 51 punt per 585 yard (secondo nella NFL). Altri bersagli chiave furono Doug Baldwin (50 ricezioni, 775 yard, 5 TD) e il tight end Zach Miller (33 ricezioni, 387 yard, 5 TD). Il running back Pro Bowler Marshawn Lynch guidò la squadra con 1257 yard corse e 12 touchdown. Fu anche un ricevitore affidabile, agguantando 36 passaggi per 316 yard e altri due touchdown. La linea offensiva dei Seahawks era guidata dal centro Pro Bowler Max Unger. Il kicker Steven Hauschka si classificò al quarto posto nella NFL per punti segnati (143) e secondo nella percentuale di realizzazione di field goal (94.2%, 33/35).
La linea difensiva di Seattle vedeva la presenza dei defensive end Cliff Avril e Michael Bennett, i quali misero entrambi a segno 8 sack. Avril inoltre forzò 5 fumble, mentre Bennett ne recuperò tre, ritornandoli per 39 yard e un touchdown. Anche il defensive tackle Clinton McDonald ebbe un grande impatto con 5,5 sack, 2 fumble recuperati e un intercetto. Il linebacker Bobby Wagner guidò la squadra in tackle totali (120), facendo registrare anche 5 sack e 3 intercetti. Il punto forte della difesa però fu la sua linea secondaria, che spedì tre titolari su quattro al Pro Bowl: il cornerback Richard Sherman, che guidò la NFL in intercetti (8, ritornati per 125 yard), assieme alle safety Earl Thomas (5 intercetti, 105 tackle, 2 fumble forzati) e Kam Chancellor (99 tackle e 3 intercetti, ritornati per 78 yard).

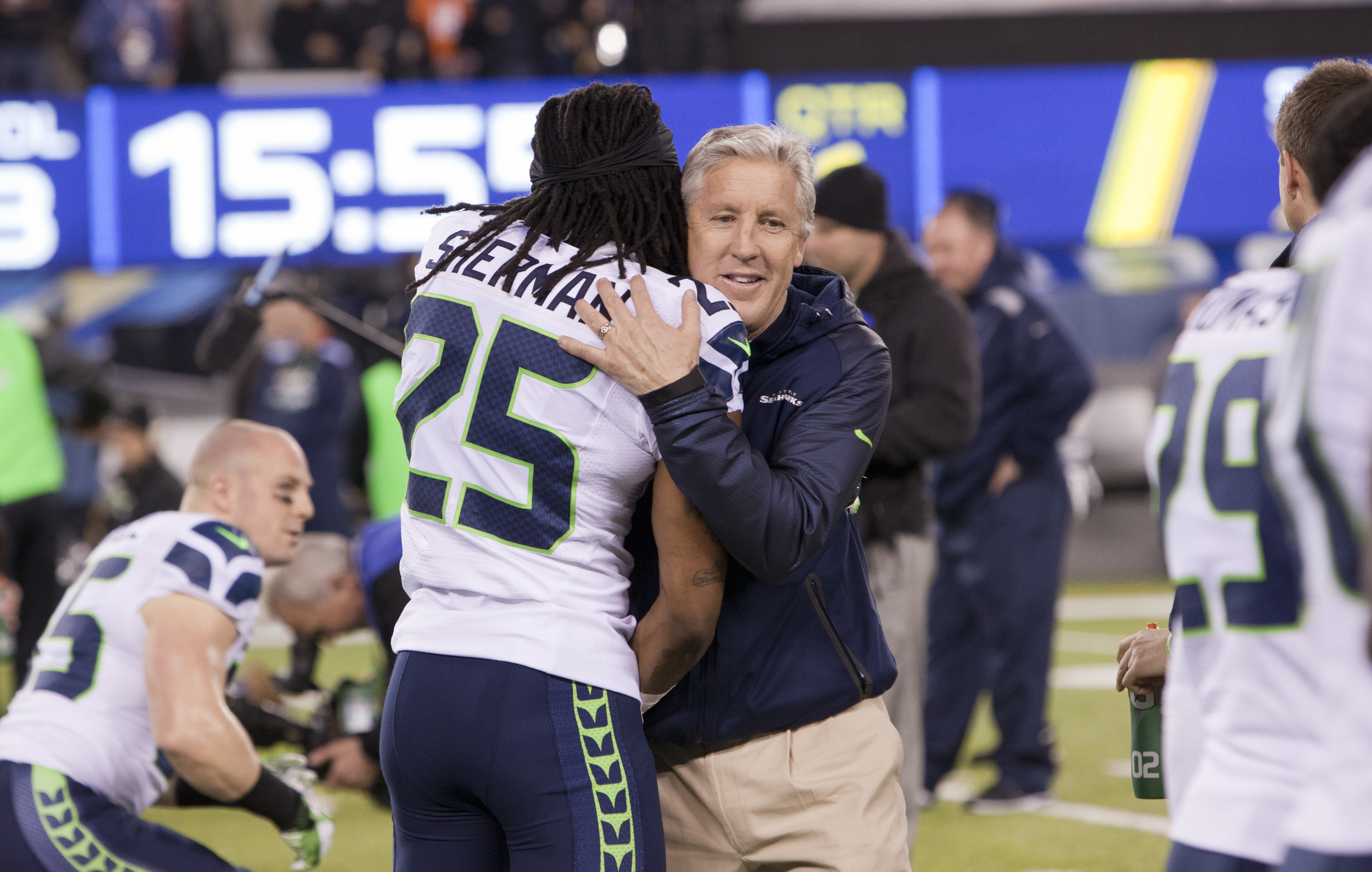
Un abbraccio tra Richard Sherman e Pete Carroll nel Super Bowl XLVIII

I Seahawks furono alla loro seconda apparizione al Super Bowl: la prima fu nel Super Bowl XL della stagione 2005, in cui persero contro i Pittsburgh Steelers. Malgrado una distanza di soli otto anni tra le due apparizioni, nessuno dei giocatori che faceva parte del roster del 2005 dei Seahawks era ancora con la squadra, in parte a causa del capo-allenatore Pete Carroll che rifondò pesantemente il roster da quando giunse a Seattle nel 2010. Brandon Mebane, scelto nel draft 2007, era il giocatore da più tempo con la squadra.
Carroll divenne il primo allenatore a guidare due squadre al BCS National Championship Game nel college football e al Super Bowl. Carroll era stato l'allenatore della University of Southern California, dove aveva vinto due titoli NCAA nel 2004 e 2005.

### Denver Broncos
Denver terminò per il secondo anno consecutivo con un record di 13-3, vincendo il titolo della AFC West division e garantendosi il fattore campo per tutti i playoff. I Broncos ebbero il miglior attacco della NFL, mantenendo una media di 457,3 yard a partita, sotto la guida del trentasettenne Peyton Manning. Nella sua seconda stagione coi Broncos, questi stabilì diversi record NFL, tra cui maggior numero di passaggi da touchdown in una stagione regolare (55) e maggior numero di yard passate (5.477) mentre Denver segnò un primato di 606 punti, la prima squadra della storia a segnarne più di 600 in una stagione.
Il miglior ricevitore di Denver fu il Pro Bowler Demaryius Thomas, che ricevette 92 passaggi per 1.430 yard e 14 touchdown. Manning ebbero però diversi altri bersagli affidabili: Eric Decker (97 ricezioni, 1.288 yard, 11 TD), Wes Welker (73 ricezioni, 778 yard, 10 TD) e il tight end pro bowler Julius Thomas (65 ricezioni, 788 yard, 12 TD). Denver divenne così la prima squadra della storia ad aver quattro giocatori con almeno 10 touchdown su ricezione in una stagione. Il running back Knowshon Moreno guidò la squadra con 1.038 yard corse e 10 touchdown, ricevendo anche 60 passaggi per 548 yard e altri tre TD. Il running back rookie Montee Ball diede il suo contributo correndo 554, 4 touchdown, e ricevette 20 passaggi. La linea offensiva era guidata dalla guardia convocata per il Pro Bowl Louis Vasquez. Negli special team, il kicker pro bowler Matt Prater si piazzò secondo nella NFL per punti segnati (150 points) e primo nella percentuale di realizzazione di field goal (96%, 25/26). Il suo unico errore fu da una distanza di 52 yard e stabilì il nuovo record NFL per il più lungo field goal mai andato a segno (64 yard), superando un record che resisteva da 44 anni.
Il defensive end Shaun Phillips ancorò la linea difensiva dei Broncos con 10 sack, mentre il linebacker Danny Trevathan mise a segno 129 tackle, tre fumble forzati e tre intercetti. Il linebacker Malik Jackson fu un componente chiave della difesa con 42 tackle e 6 sack, contribuendo a compensare la perdita di Von Miller, che aveva messo a segno 5 sack in 9 partite prima di subire un infortunio che lo tenne fuori per tutto il resto della stagione. I cornerback Dominique Rodgers-Cromartie e Chris Harris guidarono la linea secondaria con 3 intercetti a testa.
I Broncos furono alla loro settima apparizione al Super Bowl, la prima dal Super Bowl XXXIII, giocato dopo la stagione 1998. In questo modo raggiunsero i New England Patriots al terzo posto per apparizioni totali al Super Bowl, dietro a Dallas Cowboys e Pittsburgh Steelers con 8 ciascuna.
Manning divenne il terzo quarterback titolare nella storia del Super Bowl a raggiungere la partita con due differenti squadre. Manning in precedenza aveva vinto il Super Bowl XLI e perso il Super Bowl XLIV come titolare degli Indianapolis Colts. Gli unici altri due quarterback a compiere questa impresa furono Craig Morton (che perse il Super Bowl V coi Dallas Cowboys e il Super Bowl XII coi Broncos) e Kurt Warner (che vinse il Super Bowl XXXIV e perse il Super Bowl XXXVI coi St. Louis Rams, dopo di che perse il Super Bowl XLIII con gli Arizona Cardinals).

### Playoff
I Seahawks raggiunsero il Super Bowl battendo i New Orleans Saints per 23–15 nel divisional round l'11 gennaio 2014. Nella finale della NFC superarono i rivali di division dei San Francisco 49ers per 23–17 il 19 gennaio 2014. La vittoria fu sigillata quando, a 30 secondi dal termine, il cornerback Richard Sherman deviò un passaggio indirizzato a Michael Crabtree nella end zone che permise al compagno Malcolm Smith di mettere a segno l'intercetto decisivo.
I Broncos raggiunsero il Super Bowl battendo i San Diego Chargers 24–17 nel divisional round il 12 gennaio 2014 e i New England Patriots 26–16 nella finale della AFC il 19 gennaio 2014.

## Intrattenimento
L'8 settembre 2013 fu annunciato che Bruno Mars si sarebbe esibito nello spettacolo di metà gara. Il 10 gennaio 2014 fu annunciato che sarebbe stato affiancato dai Red Hot Chili Peppers
Il 1 Febbraio 2014 Bootsy Collins produce il brano "‘Peyton Manning Is Passing Your Way" con l'artista internazionale di origini italiane Veronica Vitale, e la società Sports Illustrated Kids dedicata al quarterback dei Denver Broncos in vista della partita con i Seattle Seahawks trasmessa su italia 1.

## La partita

### Tabellino
| New York 2 febbraio 2014, ore 18:30 UTC-5 | Seattle Seahawks | 43 – 8 (8-0, 14-0, 14-8, 7-0) referto | Denver Broncos | MetLife Stadium (82.529 spett.)\| Arbitro: \| Terry McAulay \| |
| Arbitro:                                  | Terry McAulay    |                                       |                |                                                                |

### Riassunto
Nella prima giocata di Denver, il centro Manny Ramirez iniziò lo snap mentre Peyton Manning stava ancora chiamando la giocata, causando un fumble che entrò nella end zone. Il running back Knowshon Moreno recuperò il pallone per impedire a Seattle di segnare un touchdown, venendo punito con una safety che portò i Seahawks in vantaggio per 2–0. La marcatura di Seattle dopo 12 secondi fu la più veloce della storia del Super Bowl. Dopo il free kick, il ricevitore Percy Harvin guadagnò 30 yard su corsa, consentendo al kicker Steven Hauschka di segnare un field goal da 31 yard, portando il risultato sul 5-0. Denver non riuscì a convertire alcun primo down nell'azione successiva e fu costretta a calciare un punt. Russell Wilson completò un passaggio da 37 yard per Doug Baldwin, portando Hauschka a segnare un altro field goal, questa volta da 33 yard, portando il risultato sull'8–0. Nel terzo drive della partita di Denver, Manning subì un intercetto da parte di Kam Chancellor, consentendo a Seattle di partire dalla linea della 37 yard di Denver. Grazie a una corsa da 15 yard di Harvin nella prima giocata, Seattle si avvicinò velocemente alla red zone. I Broncos riuscirono a forzare un passaggio incompleto di Wilson nel terzo down ma il defensive back Tony Carter compì un'interferenza irregolare, dando a Seattle il pallone a una sola yard dalla end zone. Una giocata dopo, Marshawn Lynch irruppe nella end zone, segnando un touchdown da 1 yard che portò il risultato sul 15-0 a 3 minuti dall'inizio del secondo quarto.

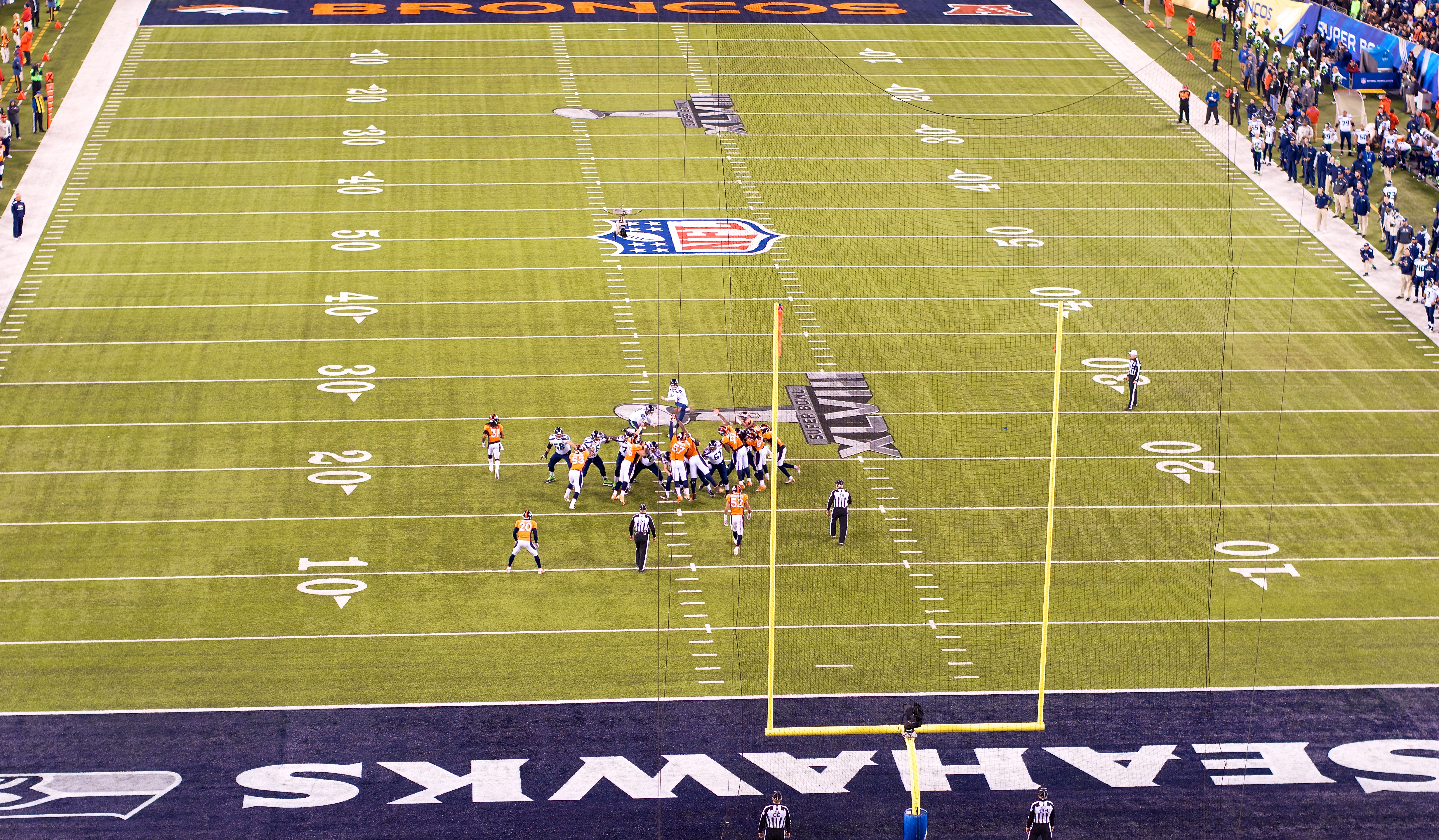
Un field goal dei Seahawks durante il Super Bowl.

A questo punto, l'attacco dei Broncos riuscì a guadagnare il primo first down della sua partita con 10:37 sul cronometro, portando il pallone fino alla linea delle 35 yard di Seattle. Su un terzo down e 13 però, Manning fu colpito mentre tentava di passare il pallone a Moreno, il pallone fu intercettato dal linebacker Malcolm Smith che lo ritornò per 69 yard in touchdown. Dopo un punt di Seattle, Denver disputò il suo migliore drive della partita. Grazie a una ricezione di 19 yard di Demaryius Thomas su un terzo down e 5, Denver arrivò fino alla linea delle 19 yard di Seattle. Con solo un minuto alla fine del primo tempo, Denver decise di giocare su un quarto down (quarto e 2), piuttosto che calciare un field goal che avrebbe fruttato i primi punti. Il passaggio di Manning però fu incompleto e si giunse a metà gara sul punteggio di 22-0. Tale svantaggio era il più grande affrontato dai Broncos in tutta la stagione.
Per evitare un lungo ritorno di kickoff, Matt Prater calciò il pallone corto, che rimbalzò sulla linea delle 12 yard di Seattle. Harvin però lo raccolse e lo ritornò per 87 yard in touchdown portando il vantaggio di Seattle a 29–0. La marcatura avvenne dopo 12 secondi dall'inizio del tempo, proprio come la safety a inizio partita. Fu il secondo Super Bowl consecutivo in cui un kickoff fu ritornato in touchdown (Jacoby Jones l'aveva fatto nel Super Bowl XLVII). Dopo un punt da entrambe le parti, Eric Decker diede a Denver una buona posizione di campo con un ritorno da 9 yard. Due giocate dopo, Manning completò un passaggio da 23 yard per Thomas ma il cornerback Byron Maxwell gli strappò il pallone dalle mani e Malcolm Smith lo recuperò, ritornandolo per sette yard. Denver subì anche una penalità per violenza non necessaria che costò altre 15 yard, dando a Seattle il pallone sulla linea delle 42 yard di Denver. Russell Wilson trovò il tight end Luke Willson con un passaggio da 12 yard su un terzo down e 7 e poi completò un passaggio da 19 yard per Ricardo Lockette. Nella giocata successiva, lanciò un passaggio corto per Jermaine Kearse, che sfuggì a quattro tentativi di placcaggio, segnando un touchdown da 23 yard.

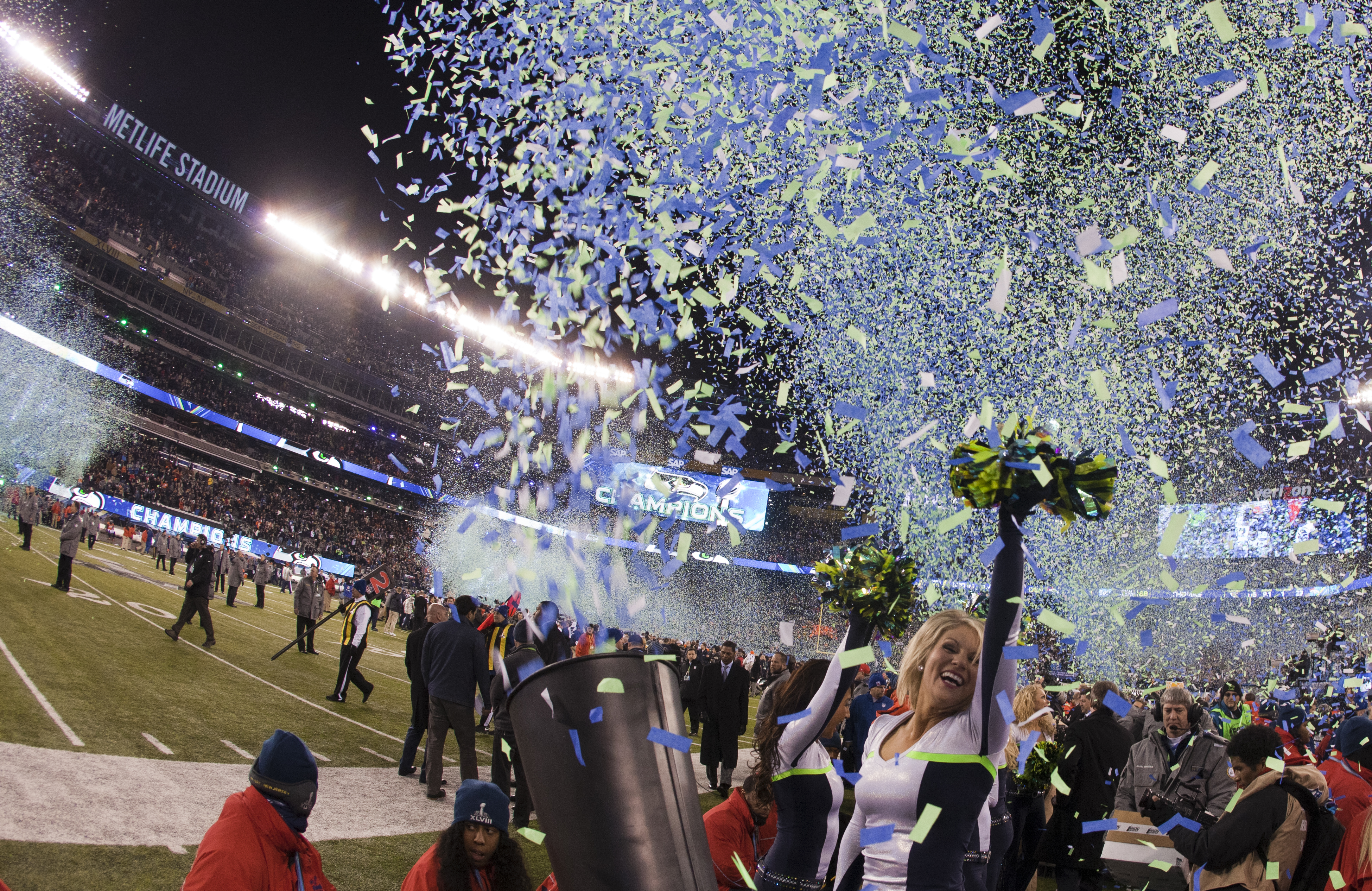
I festeggiamenti per la vittoria dei Seahawks.

Denver riuscì alla fine a rispondere nel drive successivo, portando avanti il pallone per 80 yard con Manning che completò 6 passaggi consecutivi, tra cui uno da 22 yard per Wes Welker, finendo con un passaggio da touchdown da 14 yard per Thomas nell'ultima giocata del terzo quarto. Welker ricevette poi il pallone convertendo con successo l'azione da 2 punti, accorciando il risultato sul 36–8. Tuttavia, il buon momento di Denver durò poco poiché l'onside kick dei Broncos fu recuperato dal tight end di Seattle Zach Miller sulla propria linea delle 48 yard. Lo stesso Miller catturò poi un passaggio da 10 yard. Dopo una ricezione da 24 yard di Kearse, Wilson passò un touchdown da 10 yard per Baldwin, salendo a un punteggio di 43–8. Negli ultimi 11 minuti di gara non vi furono più marcature. Manning perse un altro pallone quando subì un sack (l'unico della partita per entrambe le squadre) dal defensive end dei Seahawks Chris Clemons.. La partita si concluse così sul 43-8 e Seattle conquistò il suo primo titolo di campione con una vittoria nettissima.

### Marcatori
- 1° quarto:

Seahawks: fumble da −14-yard nello snap iniziale, Moreno placcato nella end zone da Avril per una safety 14:48 2-0
Seahawks: Field goal di Hauschka da 31 yard 10:21 5-0
Seahawks: Field goal di Hauschka da 33 yard 2:16 8-0
- 2° quarto:

Seahawks: Touchdown su corsa di 1 yard di Lynch 3:59 (extra-point di Hauschka convertito) 15-0
Seahawks: Intercetto di Smith ritornato per 69 yard in touchdown 3:21 (extra-point di Hauschka convertito) 22-0
- 3° quarto:

Seahawks: Kickoff ritornato in touchdown da Harvin per 87 yard 14:48 (extra-point di Hauschka convertito) 29-0
Seahawks: Passaggio da touchdown di Wilson da 31 yard per Kearse 2:58 (extra-point di Hauschka convertito) 36-0
Broncos: Passaggio da touchdown di Manning da 14 yard per D. Thomas 0:00 (conversione da due punti trasformata da Welker) 36-8
- 4° quarto:

Seahawks: Passaggio da touchdown di Wilson da 10 yard per Baldwin 11:45 (extra-point di Hauschka convertito) 43-8

### Statistiche e record
- La safety che portò Seattle sul 2-0 a 12 secondi dall'inizio della partita fu la marcatura più veloce della storia del Super Bowl, superando il touchdown segnato nel ritorno del kickoff di apertura da Devin Hester dopo 14 secondi nel Super Bowl XLI.
- Le 13 ricezioni di Demaryius Thomas furono un nuovo primato dell'evento, superando il record di 11 che apparteneva a Jerry Rice, Dan Ross, Deion Branch e Wes Welker.
- I 34 passaggi completati da Peyton Manning superarono il precedente record di 32 che apparteneva a Tom Brady e Drew Brees.
- I Broncos staccarono Buffalo Bills, New England Patriots e Minnesota Vikings, divenendo in solitaria la squadra ad avere perso più Super Bowl, cinque.
- Pete Carroll divenne il terzo capo-allenatore della storia ad avere vinto sia il campionato NCAA che il Super Bowl, assieme a Jimmy Johnson e Barry Switzer. All'età di 62 anni fu il terzo più anziano allenatore della storia a vincere il Super Bowl: Tom Coughlin aveva 65 anni quando i suoi Giants vinsero il Super Bowl XLVI, Dick Vermeil ne aveva 63 quando i St. Louis Rams vinsero il Super Bowl XXXIV[20].
- Russell Wilson divenne il terzo più giovane quarterback della storia a vincere un Super Bowl e il secondo quarterback afroamericano, dopo Doug Williams che condusse i Washington Redskins a conquistare il Super Bowl XXII.

### Statistiche a confronto
| Fonte: NFL.com              | Seattle Seahawks | Denver Broncos |
| --------------------------- | ---------------- | -------------- |
| Primi down                  | 17               | 18             |
| Efficienza nei terzi down   | 7/12             | 6/13           |
| Efficienza nei quarti down  | 0–2              | 0–3            |
| Yard totali                 | 341              | 306            |
| Yard passate                | 206              | 279            |
| Passaggi completati/tentati | 18/26            | 34/49          |
| Yard corse                  | 135              | 27             |
| Corse tentate               | 29               | 14             |
| Yard per corsa              | 4,7              | 1,9            |
| Penalità-yard               | 10–104           | 5–44           |
| Sack subiti-yard            | 0–0              | 1–1            |
| Fumble-persi                | 0–0              | 4–2            |
| Intercetti subiti           | 0                | 2              |
| Tempo di possesso           | 31.53            | 28.07          |

### Leader individuali
| Seahawks: passaggi  | Seahawks: passaggi | Seahawks: passaggi | Seahawks: passaggi | Seahawks: passaggi |
|                     | C/TEN*             | Yard               | TD                 | INT                |
| ------------------- | ------------------ | ------------------ | ------------------ | ------------------ |
| Russell Wilson      | 18/25              | 206                | 2                  | 0                  |
| Tarvaris Jackson    | 0/1                | 0                  | 0                  | 0                  |
| Seahawks: corse     |                    |                    |                    |                    |
|                     | Cora               | Yard               | TD                 | Maxb               |
| Percy Harvin        | 2                  | 45                 | 0                  | 30                 |
| Marshawn Lynch      | 15                 | 39                 | 1                  | 18                 |
| Russell Wilson      | 3                  | 26                 | 0                  | 16                 |
| Robert Turbin       | 9                  | 25                 | 0                  | 6                  |
| Seahawks: ricezioni |                    |                    |                    |                    |
|                     | Ricc               | Yard               | TD                 | Maxb               |
| Doug Baldwin        | 5                  | 66                 | 1                  | 37                 |
| Jermaine Kearse     | 4                  | 65                 | 1                  | 24                 |
| Ricardo Lockette    | 1                  | 19                 | 0                  | 19                 |
| Golden Tate         | 3                  | 17                 | 0                  | 9                  |
| Luke Willson        | 2                  | 17                 | 0                  | 12                 |
| Zach Miller         | 1                  | 10                 | 0                  | 10                 |
| Michael Robinson    | 1                  | 7                  | 0                  | 1                  |
| Percy Harvin        | 1                  | 5                  | 0                  | 5                  |
| Robert Turbin       | 0                  | 0                  | 0                  | 0                  |

| Broncos: passaggi  | Broncos: passaggi | Broncos: passaggi | Broncos: passaggi | Broncos: passaggi |
|                    | C/TEN*            | Yard              | TD                | INT               |
| ------------------ | ----------------- | ----------------- | ----------------- | ----------------- |
| Peyton Manning     | 34/49             | 280               | 1                 | 2                 |
| Broncos: corse     |                   |                   |                   |                   |
|                    | Cora              | Yard              | TD                | Maxb              |
| Knowshon Moreno    | 5                 | 17                | 0                 | 9                 |
| C.J. Anderson      | 2                 | 9                 | 0                 | 6                 |
| Montee Ball        | 6                 | 1                 | 0                 | 3                 |
| Peyton Manning     | 1                 | 0                 | 0                 | 0                 |
| Broncos: ricezioni |                   |                   |                   |                   |
|                    | Ricc              | Yard              | TD                | Maxb              |
| Demaryius Thomas   | 13                | 118               | 1                 | 23                |
| Wes Welker         | 8                 | 84                | 0                 | 22                |
| Knowshon Moreno    | 3                 | 20                | 0                 | 7                 |
| C.J. Anderson      | 1                 | 14                | 0                 | 14                |
| Jacob Tamme        | 2                 | 9                 | 0                 | 11                |
| Eric Decker        | 1                 | 6                 | 0                 | 6                 |
| Montee Ball        | 2                 | 2                 | 0                 | 1                 |

*Completati/Tentati
aCorse
bGiocata più lunga
cRicezioni

### Formazioni titolari
| Seattle          | Ruolo | Ruolo | Denver                      |
| ---------------- | ----- | ----- | --------------------------- |
| ATTACCO          |       |       |                             |
| Doug Baldwin     | WR    | WR    | Demaryius Thomas            |
| Russell Okung    | LT    | LT    | Chris Clark                 |
| James Carpenter  | LG    | LG    | Zane Beadles                |
| Max Unger        | C     | C     | Manny Ramirez               |
| J.R. Sweezy      | RG    | RG    | Louis Vasquez               |
| Breno Giacomini  | RT    | RT    | Orlando Franklin            |
| Alvin Bailey     | T     | TE    | Julius Thomas               |
| Zach Miller      | TE    | WR    | Eric Decker                 |
| Golden Tate      | WR    | WR    | Wes Welker                  |
| Russell Wilson   | QB    | QB    | Peyton Manning              |
| Marshawn Lynch   | RB    | RB    | Knowshon Moreno             |
| DIFESA           |       |       |                             |
| Cliff Avril      | LDE   | LDE   | Malik Jackson               |
| Michael Bennett  | LDT   | DT    | Sylvester Williams          |
| Clinton McDonald | RDT   | NT    | Terrance Knighton           |
| Chris Clemons    | RDE   | RDE   | Shaun Phillips              |
| K.J. Wright      | OLB   | SLB   | Nate Irving                 |
| Bobby Wagner     | MLB   | MLB   | Paris Lenon                 |
| Walter Thurmond  | CB    | WLB   | Danny Trevathan             |
| Richard Sherman  | LCB   | LCB   | Champ Bailey                |
| Byron Maxwell    | RCB   | RCB   | Dominique Rodgers-Cromartie |
| Kam Chancellor   | SS    | SS    | Duke Ihenacho               |
| Earl Thomas      | FS    | FS    | Mike Adams                  |

## Arbitri
- Capo-arbitro – Terry McAulay[21]
- Umpire – Carl Paganelli
- Capo degli arbitri di linea – Jim Mello
- Arbitro di linea – Tom Symonette
- Arbitro di campo – Scott Steenson
- Arbitro laterale – Dave Wyant
- Arbitro posteriore – Steve Freeman